# KV Barentshav
KV Barentshav — перше у світі патрульне судно з двигуном, розрахованим на використання зрідженого природного газу (ЗПГ).
Норвегія була піонером у царині використання ЗПГ як палива. Зокрема, в цій країні спорудили перший такий пором Glutra та перше офшорне судно постачання Viking Energy. Патрульний корабель Barentshav започаткував використання зрідженого газу для третього типу суден.
Введене в експлуатацію у 2009 році KV Barentshav спорудили на верфі Myklebust Verft на основі проекту траулера Libas. Головною особливістю судна стала його енергетична установка з двигуном компанії Wärtsilä, який може працювати як на традиційних нафтопродуктах, так і на ЗПГ. В останньому випадку істотно зменшуються викиди шкідливих речовин.
Судно здатне забезпечувати швидкість до 18,5 вузла, а при використанні ЗПГ — 16,5 вузла. Воно озброєне однією артилерійською установкою Bofors діаметром 40 мм.
KV Barentshav став одним із трьох однотипних патрульних суден, разом з KV Bergen та KV Sortland.